# Samuel S. Koenig
Samuel S. Koenig (* 7. September 1872 im Königreich Ungarn; † März 1955 in New York City) war ein US-amerikanischer Jurist und Politiker. Er war von 1909 bis 1911 Secretary of State von New York.

## Werdegang
Samuel S. Koenig wanderte in seiner Kindheit mit seinen Eltern in die Vereinigten Staaten ein. Sie ließen sich in New York City nieder. Dort besuchte er bis zum 13. Lebensjahr öffentliche Schulen. Danach arbeitete er als Clerk. Während er am Tag arbeitete, studierte er am Abend Jura. 1896 graduierte er an der New York University School of Law.
Koenig trat 1891 der Republikanischen Partei bei als Wahlkampfhelfer für Jacob Sloat Fassett, der bei seiner Kandidatur für das Amt des Gouverneurs von New York eine Niederlage erlitt. Von da an blieb er in seinem Wahlkreis politisch aktiv. In diesem Zusammenhang wurde er Leiter im Sixth Ward. Ferner managte er 1903 die Wahl des Republikaners Gustave Hartman in die New York State Assembly und 1905 in einem überwiegend demokratischen Bezirk.
1908 wurde er zum Secretary of State von New York gewählt, erlitt aber bei seiner Wiederwahlkandidatur 1910 eine Niederlage.
Koenig nahm 1908, 1912, 1916, 1924, 1928, 1932, 1936, 1940, 1944, 1948 und 1952 als Delegierter an den Republican National Conventions teil. Von 1915 bis 1933 hatte er den Vorsitz im New York County Republican Committee. 1930 saß er im New York State Republican Committee. Koenig nahm 1933 als Delegierter an der New York State Convention zwecks Ratifizierung des 21. Zusatzartikels zur Verfassung der Vereinigten Staaten teil.
Er verstarb in seinem Heim an der 107 West 86. Street in Manhattan und wurde dann auf dem Union Field Cemetery in Ridgewood (Queens) beigesetzt.
Sein Bruder Morris Koenig wurde 1915 zum City Magistrate in New York City ernannt.